# گلدرستاک
گلدرستاک (به لاتین: Gulderstock) یک کوه در سوئیس است که در کانتون گلاروس واقع شده‌است. گلدرستاک ۲٬۵۱۱ متر بالاتر از سطح دریا واقع شده‌است.